# Comuna Vătava, Mureș
Vătava (în maghiară: Felsőrépa, în germană: Oberrübendorf) este o comună în județul Mureș, Transilvania, România, formată din satele Dumbrava, Râpa de Jos și Vătava (reședința).

## Demografie
Componența etnică a comunei Vătava
     Români (87,48%)
     Romi (7,08%)
     Alte etnii (0,35%)
     Necunoscută (5,09%)
Componența confesională a comunei Vătava
     Ortodocși (92,8%)
     Alte religii (1,58%)
     Necunoscută (5,62%)
Conform recensământului efectuat în 2021, populația comunei Vătava se ridică la 1.709 locuitori, în scădere față de recensământul anterior din 2011, când fuseseră înregistrați 1.987 de locuitori. Majoritatea locuitorilor sunt români (87,48%), cu o minoritate de romi (7,08%), iar pentru 5,09% nu se cunoaște apartenența etnică. Din punct de vedere confesional, majoritatea locuitorilor sunt ortodocși (92,8%), iar pentru 5,62% nu se cunoaște apartenența confesională.

## Politică și administrație
Comuna Vătava este administrată de un primar și un consiliu local compus din 11 consilieri. Primarul, Emil Bendriș[*], de la Partidul Social Democrat, este în funcție din octombrie 2020. Începând cu alegerile locale din 2024, consiliul local are următoarea componență pe partide politice:
|  | Partid                          | Consilieri | Componența Consiliului | Componența Consiliului | Componența Consiliului | Componența Consiliului | Componența Consiliului |
|  | ------------------------------- | ---------- | ---------------------- | ---------------------- | ---------------------- | ---------------------- | ---------------------- |
|  | Partidul Social Democrat        | 5          |                        |                        |                        |                        |                        |
|  | Alianța pentru Unirea Românilor | 3          |                        |                        |                        |                        |                        |
|  | Uniunea Salvați România         | 1          |                        |                        |                        |                        |                        |
|  | Partidul Național Liberal       | 1          |                        |                        |                        |                        |                        |
|  | Forța Dreptei                   | 1          |                        |                        |                        |                        |                        |

## Personalități născute aici
- Simion Mândrescu (1868 - 1947), cărturar, specialist în germanistică.